# 李懷仙
李懷仙（?—768年），唐代藩鎮，幽州節度使。柳城（今遼寧朝陽南）胡人。
生年没有记载。李懷仙善骑射，世事契丹，鎮守營州。安祿山用為裨將。安庆绪兵敗後，又投靠史思明。史朝义殺史思明自立後，任命太常卿李怀仙为御史大夫、范阳节度使以牽制高鞫仁，後計殺高鞫仁。
廣德元年（763年），史朝義逃至廣陽（今河北房山東北），在樹林中自縊而死，李懷仙向宦官駱奉先投降。副元帅仆固怀恩欲树立私党，力荐李怀仙可用，任幽州、盧龍（今河北北部）節度使，遷檢校兵部尚書，封武安郡王，趁仆固怀恩叛唐之際，在辖区内修治城邑，擴充軍隊，委派官吏，征收赋税，拥兵自重。成為河北割據勢力，即河朔三鎮之一。晚年的李懷仙在幽州迷上占星五術，日夜推算穷通夭寿之理，大历三年（768年），为部将朱希彩、朱泚、朱滔等所杀。

## 延伸阅读
[在维基数据编辑]
 《舊唐書·卷143》，出自刘昫《舊唐書》
 《新唐書·卷212》，出自《新唐書》